# Joldakî, Konotop
Joldakî (în ucraineană Жолдаки) este un sat în comuna Kuzkî din raionul Konotop, regiunea Sumî, Ucraina.

## Demografie
Componența lingvistică a localității Joldakî
     Ucraineană (97,32%)
     Rusă (2,68%)
Conform recensământului din 2001, majoritatea populației localității Joldakî era vorbitoare de ucraineană (97,32%), existând în minoritate și vorbitori de rusă (2,68%).